# Kuppritz

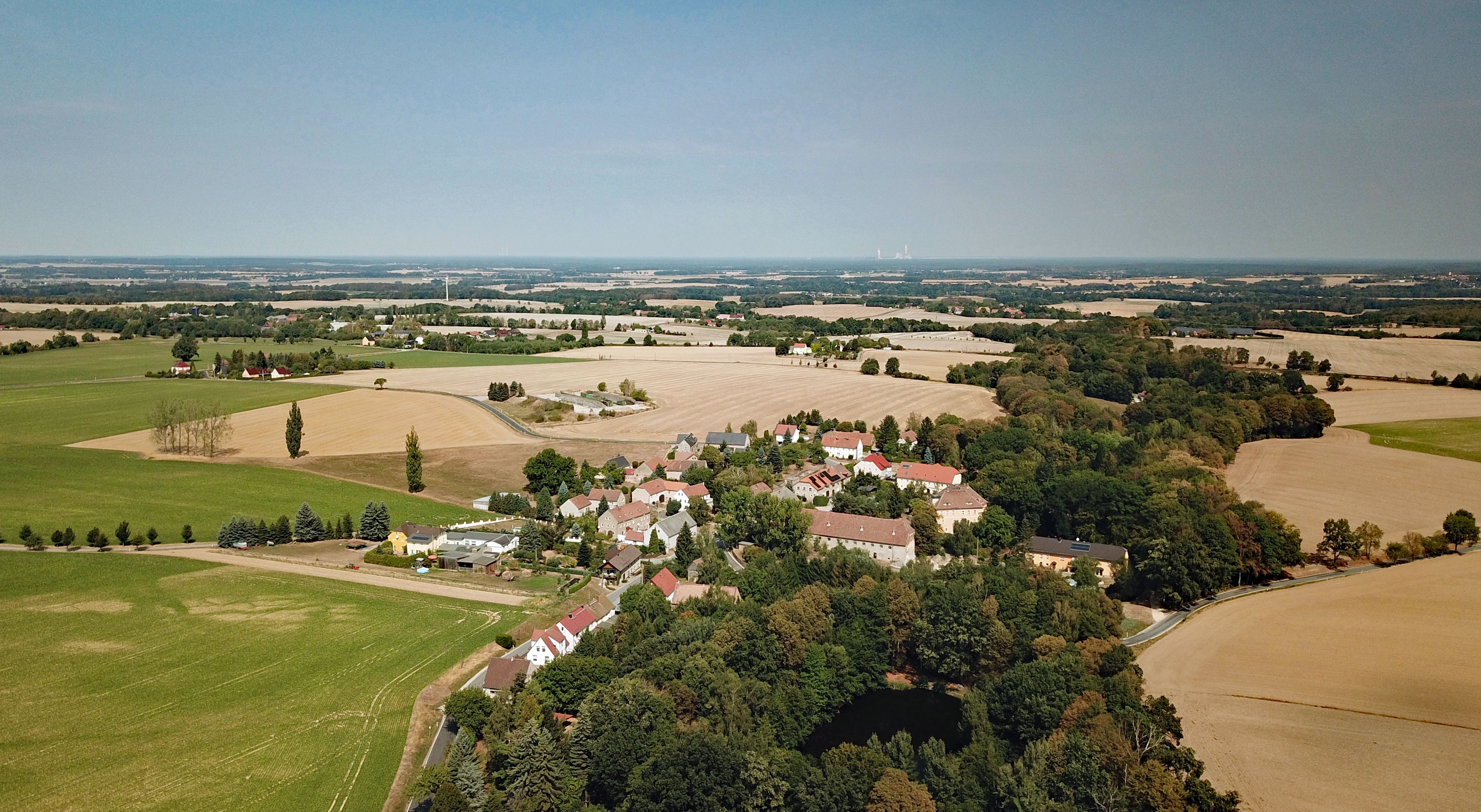
Luftbild

Kuppritz, sorbisch Koporcyⓘ, ist ein Dorf im Osten des sächsischen Landkreises Bautzen, das zur Gemeinde Hochkirch gehört. Es zählt zum offiziellen sorbischen Siedlungsgebiet in der Oberlausitz.

## Geografie

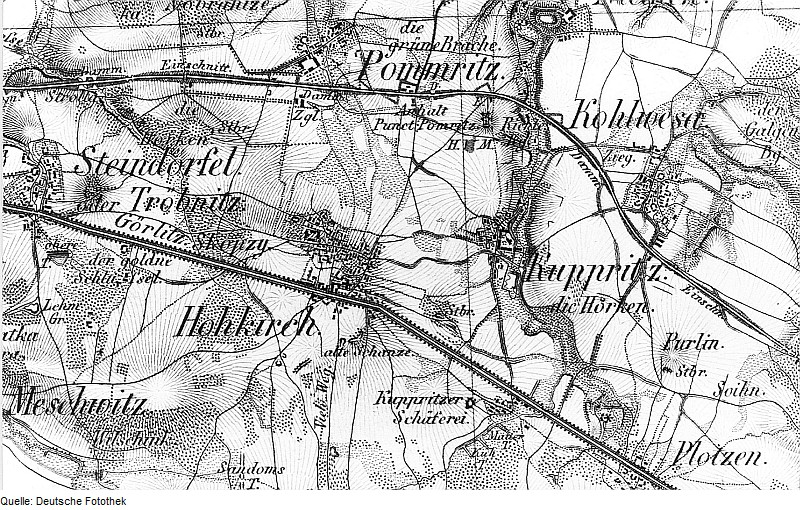
Topographische Karte von 1844

Der Ort befindet sich etwa einen Kilometer nordöstlich des Gemeindezentrums Hochkirch auf 240 Metern über dem Meer. Die Nachbarorte sind Kohlwesa im Osten, Neukuppritz im Süden und Hochkirch im Osten.
Nach der Siedlungsanlage ist Kuppritz eine Gutssiedlung.

## Geschichte
1225 wird ein Otto de Kopericz miles erwähnt, der Ort selbst dann 1419 als Copperitz, bis er 1791 Kuppritz genannt wird.
Bis zum 1. April 1936 war Kuppritz eine eigenständige Landgemeinde mit dem Ortsteil Neukuppritz. Dann wurde es nach Hochkirch eingemeindet.

## Bevölkerung
Für seine Statistik über die sorbische Bevölkerung in der Oberlausitz ermittelte Arnošt Muka in den achtziger Jahren des 19. Jahrhunderts für den Ort eine Bevölkerungszahl von 240 Einwohnern; davon waren 202 Sorben (84 %) und 38 Deutsche. Seither ist der Anteil der Sorbisch-Sprecher stark zurückgegangen.
1925 hatte Kuppritz 203 Einwohner. In den für die 1990er Jahre vorliegenden Daten wird die Siedlung Neukuppritz gesondert gezählt. Sie hat seitdem sehr konstant um die 35 und der Hauptort Kuppritz um die 85 Einwohner.
Der größte Teil der gläubigen Bevölkerung ist evangelisch-lutherisch. Der Ort ist nach Hochkirch gepfarrt.